# Bodeo Mod. 1889
La Bodeo modello 1889, conosciuto anche come "modello '89" o più semplicemente come "Bodeo la spacca roccia" con un tiro utile pari a 350m (dal nome del suo progettista bresciano Carlo Bodeo, con bottega prima a Roma e infine a Napoli), è una rivoltella d'ordinanza in dotazione alle forze armate italiane a partire dagli ultimi anni dell'800 fino a quelli della prima guerra mondiale e, per alcune truppe di seconda linea, ai primi anni del secondo dopoguerra.
L'arma è un'evoluzione del revolver francese Chamelot-Delvigne Mod. 1874, che andò a sostituire.

## Struttura
L'arma ad azione doppia ed in calibro 10,35 × 20 mm (detto anche 10,35 mm. Ordinanza Italiana) è a telaio chiuso e provvista di sportello laterale di caricamento (a destra) che si apre ruotandolo in senso antiorario e che permette l'inserimento delle cartucce una per volta. L'apertura dello sportello ha come conseguenza anche l'impossibilità di sparare in quanto disconnette il cinematismo del cane con il grilletto ma la pressione su quest'ultimo provoca la rotazione del tamburo facilitando e velocizzando il caricamento. Questo tipo di congegno prende il nome di "sistema Abadie".
L'espulsione dei bossoli avviene (sempre previa apertura dello stesso sportello) mediante una bacchetta situata sotto la canna ma che può essere ruotata in senso orario (guardando l'arma dalla bocca) e manovrata spingendola all'indietro per far fuoriuscire i bossoli dal tamburo. Estraendo completamente la bacchetta dalla sua sede si può togliere il tamburo per la normale pulizia.
Il cane è del tipo "a rimbalzo" e non è quindi mai a contatto con l'innesco della cartuccia essendo dotato di sicura che permette lo sparo solo mediante la trazione del grilletto, evitando così la possibile partenza del colpo in seguito ad urti.
Il calcio, di forma cilindrica e piuttosto inclinato all'indietro, ha le guancette in legno zigrinato ed è provvisto di un anello per l'attacco del correggiolo.
Lo smontaggio avviene mediante la rotazione di un elemento presente sul lato sinistro dell'arma che permette la rimozione di parte del castello dando accesso al meccanismo interno.
Di questa rivoltella furono costruite varie versioni più o meno modificate ma se ne distinguono sostanzialmente tre tipi: Il tipo da truppa (o tipo A) con canna a sezione ottagonale, sprovvisto di ponticello per il grilletto e con il grilletto pieghevole verso l'avanti ed il tipo da ufficiali (o tipo B) con canna ancora a sezione ottagonale grilletto rigido e dotato di ponticello ed infine un tipo "alleggerito" con canna leggermente più corta a sezione cilindrica, per il resto uguale al tipo B.
Nell'armeria reale di Torino è conservata una versione a grilletto pieghevole senza ponticello e dorata, una versione di lusso, ma senza ponticello per poterlo estrarre facilmente di tasca.
L'arma fu prodotta da moltissime fabbriche di armi tra le quali la Regia Fabbrica d’Armi di Brescia, la Glisenti, la Toschi - Castelli, poi MIDA e la Bernardelli.

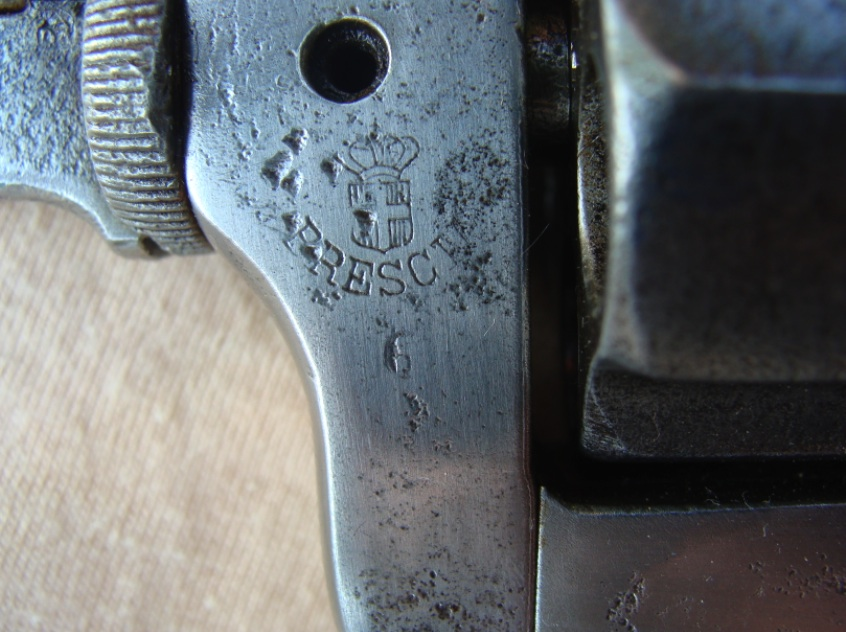
Marchio del Regio Arsenale di Brescia.

 A causa della grande domanda di produzione durante la prima guerra mondiale, nella sua costruzione vennero coinvolte anche diverse armerie spagnole.

## Nella cultura di massa
Nella cultura dei fumetti la Bodeo 1889, nel tipo B, è la pistola usata da Dylan Dog, l'indagatore dell'incubo. 
Egli è solito farsela lanciare da suo assistente, agguantarla al volo e sparare subito dopo. Usata anche da Ugo Pastore protagonista delle miniserie Volto Nascosto e Shanghai Devil.
Una Bodeo 1889, tipo A, è la pistola che dipinge di colore rosso a pois bianchi ed utilizza per assassinare la moglie Glauco, il protagonista del film Dillinger è morto del 1969, di Marco Ferreri.
La rivoltella è presente anche nell'arsenale del videogioco sparatutto Battlefield 1.
Nella serie televisiva RAI "Brennero" è l'arma scelta dal "Mostro di Bolzano" per uccidere cittadini di lingua tedesca in quanto arma di ordinanza nella 1ª G.M. combattuta contro gli austriaci, anche se nel 1º episodio viene ricaricata in una toilette di un locale con cartucce cal.22 LR, del tutto incongrue.